# Tour de Catalogne 1961
Le Tour de Catalogne 1961 est la 41e édition du Tour de Catalogne, une course cycliste par étapes en Espagne. L'épreuve se déroule sur 9 étapes du 17 au 24 septembre 1961 sur un total de 1 282,0 km. Le vainqueur final est le Français Henri Duez de l'équipe Peugeot-BP, devant Juan Jorge Nicolau et Juan Manuel Menéndez.

## Étapes
| Étape | Date         | Parcours                        | km    | Vainqueur d’étape     | Leader du classement général |
| ----- | ------------ | ------------------------------- | ----- | --------------------- | ---------------------------- |
| 1     | 17 septembre | Circuit de Montjuïc (Barcelone) | 39,0  | Juan María Uribezubia | Juan María Uribezubia        |
| 2     | 17 septembre | Barcelone – Palafrugell         | 122,0 | Emilio Cruz           | Emilio Cruz                  |
| 3A    | 18 septembre | Palafrugell - Figueres          | 114,0 | Emmanuel Busto        | Emmanuel Busto               |
| 3B    | 18 septembre | Figueres - Girona (clm/éq)      | 35,0  | Faema                 | Salvador Rosa                |
| 4     | 19 septembre | Girona - Puigcerdà              | 164,0 | Antoni Karmany        | Emmanuel Busto               |
| 5     | 20 septembre | Puigcerdà - Lleida              | 166,0 | Henri Duez            | Emmanuel Busto               |
| 6     | 21 septembre | Lleida - Tortosa                | 210,0 | Jaume Alomar          | Juan Jorge Nicolau           |
| 7A    | 22 septembre | Tortosa - Amposta (clm)         | 60,0  | Martín Colmenarejo    | Henri Duez                   |
| 7B    | 22 septembre | Amposta - Tarragone             | 82,0  | Josep Segú            | Henri Duez                   |
| 8     | 23 septembre | Tarragone - Manresa             | 135,0 | Julio San Emeterio    | Henri Duez                   |
| 9     | 24 septembre | Manresa - Barcelone             | 155,0 | Ventura Díaz          | Henri Duez                   |

### 1reétape[1]
17-09-1961: Circuit de Montjuïc (Barcelone), 39,0 km :
|   | Cycliste              | Équipe         | Temps       |
| - | --------------------- | -------------- | ----------- |
| 1 | Juan María Uribezubia | Funcor-Munguia | 57 min 22 s |
| 2 | Anicet Utset          | Catigene       | m.t.        |
| 3 | Ramon Seco            | Faema          | m.t.        |

|   | Cycliste              | Équipe         | Temps       |
| - | --------------------- | -------------- | ----------- |
| 1 | Juan María Uribezubia | Funcor-Munguia | 56 min 22 s |
| 2 | Anicet Utset          | Catigene       | + 30 s      |
| 3 | Ramon Seco            | Faema          | + 60 s      |

### 2eétape[1]
17-09-1961: Barcelone – Palafrugell, 122,0 km :
|   | Cycliste                 | Équipe   | Temps           |
| - | ------------------------ | -------- | --------------- |
| 1 | Emilio Cruz              | Ferrys   | 3 h 27 min 16 s |
| 2 | Ángel Rodríguez          | Catigene | + 1 s           |
| 3 | José Manuel López Tierra | Catigene | + 3 s           |

|   | Cycliste                 | Équipe   | Temps           |
| - | ------------------------ | -------- | --------------- |
| 1 | Emilio Cruz              | Ferrys   | 4 h 23 min 42 s |
| 2 | Ángel Rodríguez          | Catigene | + 31 s          |
| 3 | José Manuel López Tierra | Catigene | + 1 min 03 s    |

### 3eétape[2]
18-09-1961: (3A Palafrugell - Figueres 114 km) et (3B Figueres - Girona 35 km clm/éq):
|   | Cycliste             | Équipe     | Temps           |
| - | -------------------- | ---------- | --------------- |
| 1 | Emmanuel Busto       | Peugeot-BP | 3 h 04 min 38 s |
| 2 | Salvador Rosa        | Faema      | m.t.            |
| 3 | Juan Manuel Menéndez | Ferrys     | + 1 s           |

|   | Équipe     | Temps           |
| - | ---------- | --------------- |
| 1 | Faema      | 2 h 40 min 09 s |
| 2 | Kas        | + 5 min 45 s    |
| 3 | Peugeot-BP | + 5 min 51 s    |

|   | Cycliste             | Équipe     | Temps           |
| - | -------------------- | ---------- | --------------- |
| 1 | Salvador Rosa        | Faema      | 3 h 59 min 41 s |
| 2 | Juan Manuel Menéndez | Ferrys     | + 21 s          |
| 3 | Emmanuel Busto       | Peugeot-BP | + 27 s          |

|   | Cycliste             | Équipe     | Temps           |
| - | -------------------- | ---------- | --------------- |
| 1 | Salvador Rosa        | Faema      | 8 h 26 min 28 s |
| 2 | Emmanuel Busto       | Peugeot-BP | + 46 s          |
| 3 | Juan Manuel Menéndez | Ferrys     | + 51 s          |

### 4eétape[2]
19-09-1961: Girona - Puigcerdà, 164,0 km :
|   | Cycliste           | Équipe | Temps           |
| - | ------------------ | ------ | --------------- |
| 1 | Antoni Karmany     | Kas    | 4 h 38 min 41 s |
| 2 | José Pérez-Francés | Ferrys | m.t.            |
| 3 | Salvador Botella   | Faema  | m.t.            |

|   | Cycliste             | Équipe     | Temps            |
| - | -------------------- | ---------- | ---------------- |
| 1 | Emmanuel Busto       | Peugeot-BP | 13 h 07 min 25 s |
| 2 | Salvador Rosa        | Faema      | + 1 min 15 s     |
| 3 | Juan Manuel Menéndez | Ferrys     | + 1 min 31 s     |

### 5eétape[3]
20-09-1961: Puigcerdà - Lleida, 166,0 km :
|   | Cycliste     | Équipe     | Temps           |
| - | ------------ | ---------- | --------------- |
| 1 | Henri Duez   | Peugeot-BP | 4 h 05 min 30 s |
| 2 | Jaume Alomar | Peugeot-BP | + 43 s          |
| 3 | Ramon Seco   | Faema      | m.t.            |

|   | Cycliste             | Équipe     | Temps            |
| - | -------------------- | ---------- | ---------------- |
| 1 | Emmanuel Busto       | Peugeot-BP | 17 h 14 min 41 s |
| 2 | Juan Manuel Menéndez | Ferrys     | + 28 s           |
| 3 | Salvador Rosa        | Faema      | + 1 min 21 s     |

### 6eétape[4]
21-09-1961: Lleida - Tortosa, 210,0 km :
|   | Cycliste      | Équipe     | Temps           |
| - | ------------- | ---------- | --------------- |
| 1 | Jaume Alomar  | Peugeot-BP | 5 h 41 min 38 s |
| 2 | Josep Segú    | Kas        | m.t.            |
| 3 | Juan Campillo | Kas        | m.t.            |

|   | Cycliste           | Équipe     | Temps            |
| - | ------------------ | ---------- | ---------------- |
| 1 | Juan Jorge Nicolau | Kas        | 23 h 02 min 06 s |
| 2 | Emmanuel Busto     | Peugeot-BP | + 45 s           |
| 3 | Henri Duez         | Peugeot-BP | + 55 s           |

### 7eétape[5]
21-09-1961: (7A Tortosa - Amposta 60 km clm) et (7B Amposta - Tarragone 82 km):
|   | Cycliste           | Équipe     | Temps           |
| - | ------------------ | ---------- | --------------- |
| 1 | Martín Colmenarejo | Faema      | 1 h 30 min 09 s |
| 2 | José Pérez-Francés | Ferrys     | + 17 s          |
| 3 | Henri Duez         | Peugeot-BP | + 41 s          |

|   | Cycliste    | Équipe         | Temps           |
| - | ----------- | -------------- | --------------- |
| 1 | José Segú   | Kas            | 2 h 38 min 08 s |
| 2 | Jesús Davoz | Funcor-Munguia | m.t.            |
| 3 | André Bar   | Peugeot-BP     | m.t.            |

|   | Cycliste           | Équipe     | Temps           |
| - | ------------------ | ---------- | --------------- |
| 1 | Martín Colmenarejo | Faema      | 3 h 47 min 17 s |
| 2 | José Pérez-Francés | Ferrys     | + 17 s          |
| 3 | Henri Duez         | Peugeot-BP | + 41 s          |

|   | Cycliste             | Équipe     | Temps            |
| - | -------------------- | ---------- | ---------------- |
| 1 | Henri Duez           | Peugeot-BP | 26 h 46 min 59 s |
| 2 | Juan Jorge Nicolau   | Kas        | + 1 min 17 s     |
| 3 | Juan Manuel Menéndez | Ferrys     | + 3 min 00 s     |

### 8eétape[6]
23-09-1961: Tarragone - Manresa, 135,0 km :
|   | Cycliste            | Équipe   | Temps           |
| - | ------------------- | -------- | --------------- |
| 1 | Julio San Emeterio  | Ferrys   | 3 h 35 min 32 s |
| 2 | Fernando Manzaneque | Licor 43 | + 2 s           |
| 3 | Ramon Seco          | Faema    | m.t.            |

|   | Cycliste             | Équipe     | Temps            |
| - | -------------------- | ---------- | ---------------- |
| 1 | Henri Duez           | Peugeot-BP | 30 h 34 min 37 s |
| 2 | Juan Jorge Nicolau   | Kas        | + 1 min 17 s     |
| 3 | Juan Manuel Menéndez | Ferrys     | + 3 min 02 s     |

### 9eétape[7]
24-09-1961: Manresa - Barcelone, 155,0 km :
|   | Cycliste         | Équipe              | Temps           |
| - | ---------------- | ------------------- | --------------- |
| 1 | Ventura Díaz     | Ferrys              | 4 h 32 min 18 s |
| 2 | José García Coma | C.C. Barcelonès-EMI | m.t.            |
| 3 | Antonio Suárez   | Faema               | + 22 s          |

|   | Cycliste             | Équipe     | Temps            |
| - | -------------------- | ---------- | ---------------- |
| 1 | Henri Duez           | Peugeot-BP | 34 h 56 min 57 s |
| 2 | Juan Jorge Nicolau   | Kas        | + 1 min 17 s     |
| 3 | Juan Manuel Menéndez | Ferrys     | + 3 min 02 s     |

## Classement général
|    | Cycliste             | Équipe     | Temps            |
| -- | -------------------- | ---------- | ---------------- |
| 1  | Henri Duez           | Peugeot-BP | 34 h 56 min 57 s |
| 2  | Juan Jorge Nicolau   | Kas        | + 1 min 17 s     |
| 3  | Juan Manuel Menéndez | Ferrys     | + 3 min 02 s     |
| 4  | Miguel Pacheco       | Licor 43   | + 6 min 29 s     |
| 5  | José Pérez-Francés   | Ferrys     | + 7 min 49 s     |
| 6  | Ángel Rodríguez      | Catigene   | + 9 min 03 s     |
| 7  | Fernando Manzaneque  | Licor 43   | + 9 min 15 s     |
| 8  | Antoni Karmany       | Kas        | + 9 min 36 s     |
| 9  | Josep Segú           | Kas        | + 9 min 54 s     |
| 10 | Salvador Rosa        | Faema      | + 10 min 25 s    |

## Classements annexes
|   | Cycliste           | Équipe   | Points |
| - | ------------------ | -------- | ------ |
| 1 | Josep Segú         | Kas      | 25     |
| 2 | Anicet Utset       | Catigene | 17     |
| 3 | José Pérez-Francés | Ferrys   | 16     |

|   | Cycliste      | Équipe   | Points |
| - | ------------- | -------- | ------ |
| 1 | Josep Segú    | Kas      | 17     |
| 2 | Vicent Iturat | Catigene | 16     |
| 3 | Juan Campillo | Kas      | 6      |

|   | Cycliste           | Équipe     | Points |
| - | ------------------ | ---------- | ------ |
| 1 | Jaume Alomar       | Peugeot-BP | 5      |
| 2 | Henri Duez         | Peugeot-BP | 4      |
| 3 | José Pérez-Francés | Ferrys     | 4      |

|   | Équipe   | Pays    | Temps             |
| - | -------- | ------- | ----------------- |
| 1 | Kas      | Espagne | 105 h 11 min 38 s |
| 2 | Ferrys   | Espagne | + 2 min 10 s      |
| 3 | Licor 43 | Espagne | + 5 min 41 s      |